# Erg Murzuk
Der Erg Murzuk (auch Erg Murzuq, Idhan Murzuq oder Edeyen von Murzuk) ist eine Sandwüste (Erg) der Sahara in der südlibyschen Provinz Murzuk.

## Lage
Der Erg Murzuk umfasst eine Fläche von 71.000 km² und liegt fast gänzlich im südlibyschen Munizip Murzuk. Die Provinzhauptstadt Murzuk liegt am Nordrand des Ergs. Im Norden reicht ein kleiner Teil in den Munizip Wadi al-Haya. Im Südwesten reichen einzelne kleine Ausläufer der Sandwüste bis nach Algerien (Provinz Djanet) und Niger (Region Agadez).

## Topografie
Der Erg Murzuk weist eine fast runde Form mit einem Durchmesser von etwa 250 km auf. Im Nordosten besitzt er einen schmalen, etwa 10 bis max. 22 km breiten und 175 km langen Ausläufer, der bis zur Oase Tmissah reicht.
Die Umrahmung und die Festgesteinsbasis des Erg Murzuk weisen Höhen von 420 m (im Osten) bis 1000 m (im Westen) auf. Die darüber aufgebauten Dünen erreichen im Nordwestteil des Ergs Höhen bis zu 260 m. Die höchsten Dünenkämme liegen bei 1120 m. Innerhalb des Ergs sind zahlreiche tiefe abflusslose Senken (Sebkhas) ohne Sandbedeckung ausgebildet, deren Höhenlage jener der Umrahmung des Ergs entspricht. Daraus ist ersichtlich, dass unterhalb der Sanddünen des Erg Murzuk keine Aufragungen des festen Untergrundes bestehen. Gegen Südosten hin flachen die Dünenkämme stetig ab und weisen eine prägnante von Nordost nach Südwest gerichtete Orientierung auf.
Im Westen und Nordwesten wird der Erg Murzuk sichelförmig von den Aufwölbungen des Msak Mellet und Msak Mustafit aus der Oberkreide umrahmt. Im Norden und Nordosten befinden sich zahlreiche Oasen des Fessan direkt an den Rändern des Ergs: Tasawah, Muzuk, Traghan, Al Zaytunah, Tuwiwi, al Hummayrah, Zawilah und im äußersten Osten Tmissah. Im flachen Ostteil des Erg verläuft der Trans-African Highway 3 Richtung Niger. An Siedlungen finden sich hier die Stadt al-Qatrun und die Orte Qsar Massaud, Al Bakhi, Madrusah und Tajerhi. Im Süden wird der Erg Murzuk durch das im Niger befindliche Manguéni-Plateau begrenzt.

## Vegetation und Besiedelung
Der Erg Murzuk ist mit Ausnahme einzelner Bäume in den Sebkhas vollkommen vegetationslos und unbesiedelt.

## Verkehrswege

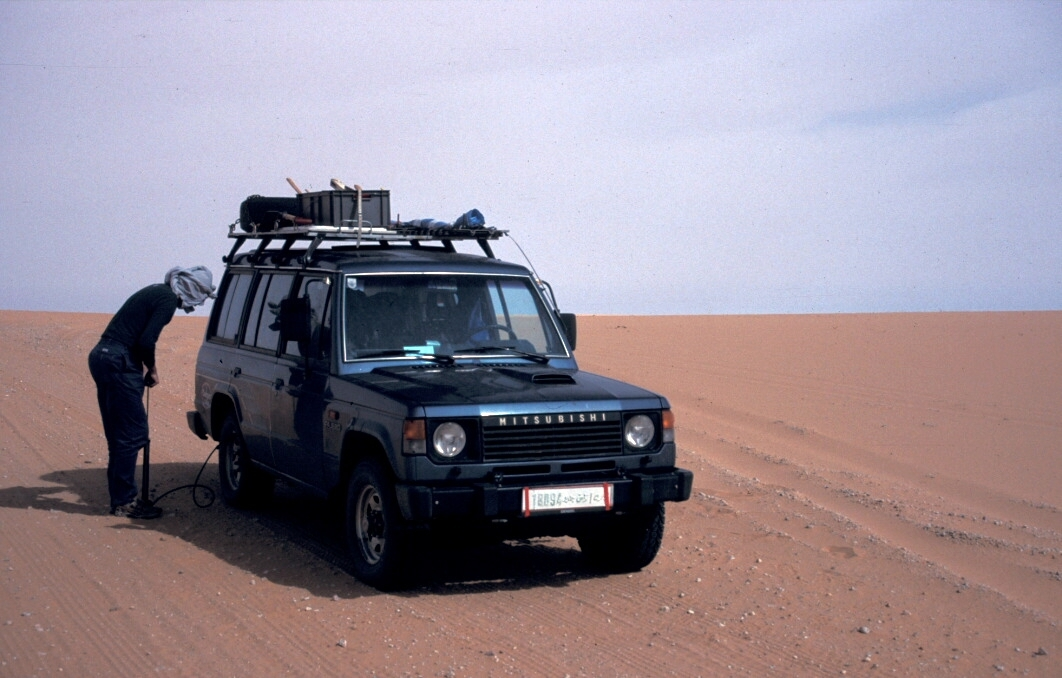
Erg Murzuk südlich von Tmissah

Mit Ausnahme der nachstehend genannten Straßen gibt es innerhalb des Ergs keinerlei Verkehrswege:
- Der asphaltierte zweispurige Trans-African Highway 3 quert den Erg im Osten am Beginn des schmalen und dort 19 km breiten Ausläufers. Er stellt die Verbindung zwischen Sabha im Norden und al-Qatrun bzw. Niger im Süden her.
- Verbindungspiste zwischen al-Qatrun und Traghan bzw. Murzuk, nur für geländegängige Fahrzeuge passierbar.
- Piste von Tmissah zum Militärstützpunkt Waw el-Kebir und weiter zum 250 km südöstlich gelegenen erloschenen Vulkan Waw an-Namus. Diese nur mit Allradfahrzeugen zu befahrende Piste quert den östlichsten Ausläufer des Erg auf einer Länge von 18 km.[2]